# Pietro Bernardone

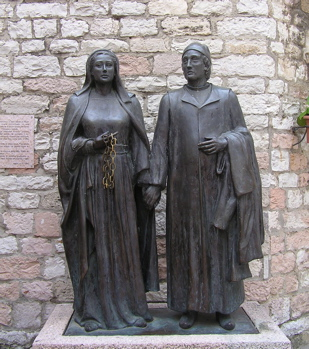
Pomnik Bernardonich w Asyżu

Pietro Bernardone – żyjący na przełomie XII i XIII wieku włoski kupiec, asyżanin, ojciec św. Franciszka z Asyżu.
Pietro Bernardone handlował suknem, podróżował m.in. do Francji, skąd pochodziła jego żona, Pika. Miał najprawdopodobniej dwóch synów: Jana, któremu zmienił imię na Franciszek, oraz Anioła. Niektóre źródła mówią o trójce rodzeństwa. Bernardone i jego postawa względem drogi, którą obrał dla siebie jego syn Franciszek opisywane są w tzw. Źródłach franciszkańskich (Życiorys pierwszy (Tomasz z Celano), Życiorys większy (Bonawentura z Bagnoregio), Relacja trzech towarzyszy i inne). W związku ze sporem o dobra rozdane przez Franciszka poprosił o radę biskupa asyskiego w 1206. Źródła Franciszkańskie nie mówią nic o jego losie i śmierci po nawróceniu syna.
Pietro Bernardone nie żył już przed 1215.